# راشيل فوكس
راشيل فوكس (بالإنجليزية: Rachel G. Fox)‏ (و. 1996 – م) هي ممثلة، وممثلة صوت، ومغنية، وممثلة تلفزيونية، من الولايات المتحدة الأمريكية، ولدت في لورينسفيل.

## وصلات خارجية
- راشيل فوكس على موقع IMDb (الإنجليزية)
- راشيل فوكس على موقع ألو سيني (الفرنسية)
- راشيل فوكس على موقع أول موفي (الإنجليزية)
- راشيل فوكس على موقع أول موفي (الإنجليزية)
- راشيل فوكس على موقع قاعدة بيانات الأفلام السويدية (السويدية)
- راشيل فوكس على موقع قاعدة بيانات الفيلم (الإنجليزية)
- راشيل فوكس على موقع كينوبويسك (الروسية)